# Neuhof an der Zenn
Neuhof an der Zenn är en köping (Markt) i Landkreis Neustadt an der Aisch-Bad Windsheim i Regierungsbezirk Mittelfranken i förbundslandet Bayern i Tyskland.
Köpingen ingår i kommunalförbundet Neuhof an der Zenn tillsammans med kommunen Trautskirchen.